# Ichneumon tentator
Ichneumon tentator là một loài tò vò trong họ Ichneumonidae.